# Змеиная битва
«Змеиная битва» (англ. Boa vs. Python) — фильм 2004 года, снятый режиссёром Дэвидом Флоресом. Является кроссовером фильмов «Новый Алькатрас» и «Питон».
Телепремьера в США состоялась 22 мая 2004 года на канале Sci-Fi Channel. На DVD фильм вышел 20 сентября 2004 года. Фильм получил преимущественно негативные отзывы кинокритиков. В 2011 году фильм был номинирован на премию «Smithee Awards», вручаемую худшим фильмам года.

## Сюжет
В частном заповеднике появляется гигантский смертоносный питон. Для его ликвидации ФБР пускает в ход секретное оружие — генетически изменённого удава колоссальных размеров, в надежде на то, что их монстр выследит и убьёт другого.

## В ролях
| Актёр              | Роль                 |
| ------------------ | -------------------- |
| Дэвид Хьюлетт      | доктор Стивен Эмметт |
| Джейми Бергман     | Моника Бондс         |
| Кирк Б. Р. Воллер  | агент Алан Шарп      |
| Адам Кендрик       | Броддик              |
| Энджел Борис       | Ева                  |
| Марианна Станичева | агент Кознетова      |
| Грифф Фёрст        | Джеймс               |
| Велизар Бинев      | Луис                 |
| Асен Блатечки      | Рамон                |